# Trevor Morris
Trevor Morris född 25 maj 1970 i Toronto, Ontario, Kanada, är en kanadensisk kompositör.

## Filmmusik
- 2004 - Spanglish
- 2004 - Rancid
- 2004 - Hajar som hajar
- 2003 - Galen i kärlek
- 2003 - Den siste samurajen
- 2003 - Hulken